# Chiapa de Corzo
Chiapa de Corzoⓘ – miasto w Meksyku, w stanie Chiapas.